# João Monlevade
João Monlevade is een gemeente in de Braziliaanse deelstaat Minas Gerais. De gemeente telt 75.320 inwoners (schatting 2009).

## Aangrenzende gemeenten
De gemeente grenst aan Bela Vista de Minas, Itabira, Rio Piracicaba en São Gonçalo do Rio Abaixo.

## Geboren
- Vinícius Araújo (1993), voetballer